# 檸檬布丁
柠檬布丁是一种澳大利亚和新西兰特色甜点。其配料为柠檬汁、柠檬碎、白砂糖、牛奶、黄油、鸡蛋及面粉。其在烤制的过程中会分离，底部仍然是液态的柠檬汁，而顶部则变得像海绵一般蓬松。在17世纪的英国烹饪书中就可以找到类似的菜谱。